# Sagàiskoie
Sagàiskoie (en rus: Сагайское) és un poble del krai de Krasnoiarsk, a Rússia, que el 2017 tenia 516 habitants. Pertany al districte de Karatuzski.